# Joseph Barbera
Joseph Roland "Joe" Barbera (ur. 24 marca 1911 w Nowym Jorku, zm. 18 grudnia 2006 w Los Angeles) – amerykański rysownik, twórca kreskówek, który wraz z Williamem Hanną założył w 1957 własną wytwórnię Hanna-Barbera.
Pochodził z rodziny sycylijskiej. Ostatnią kreskówką, którą stworzył, jest Kudłaty i Scooby Doo na tropie.